# Moschee von Rom

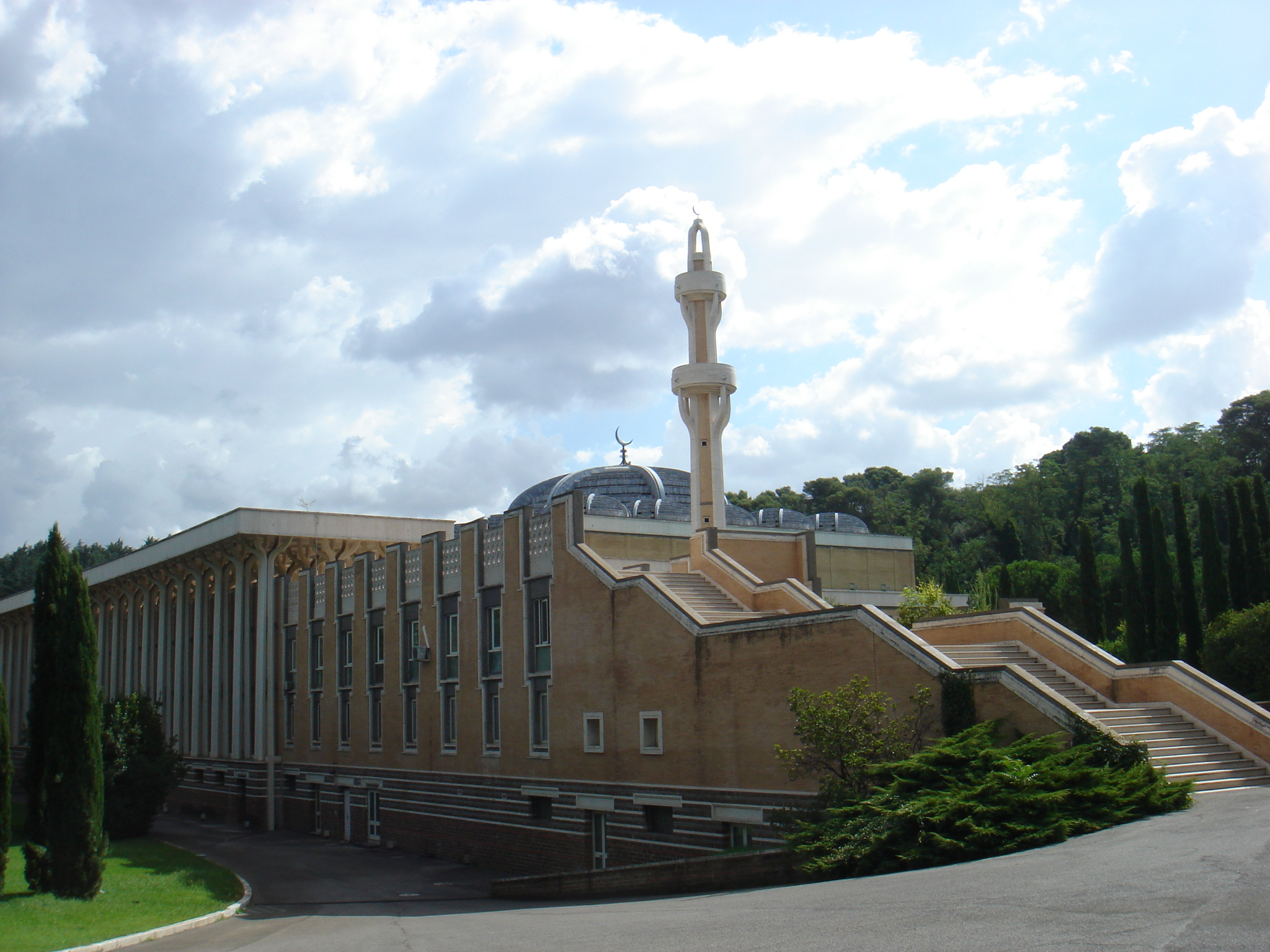
Moschee von Rom

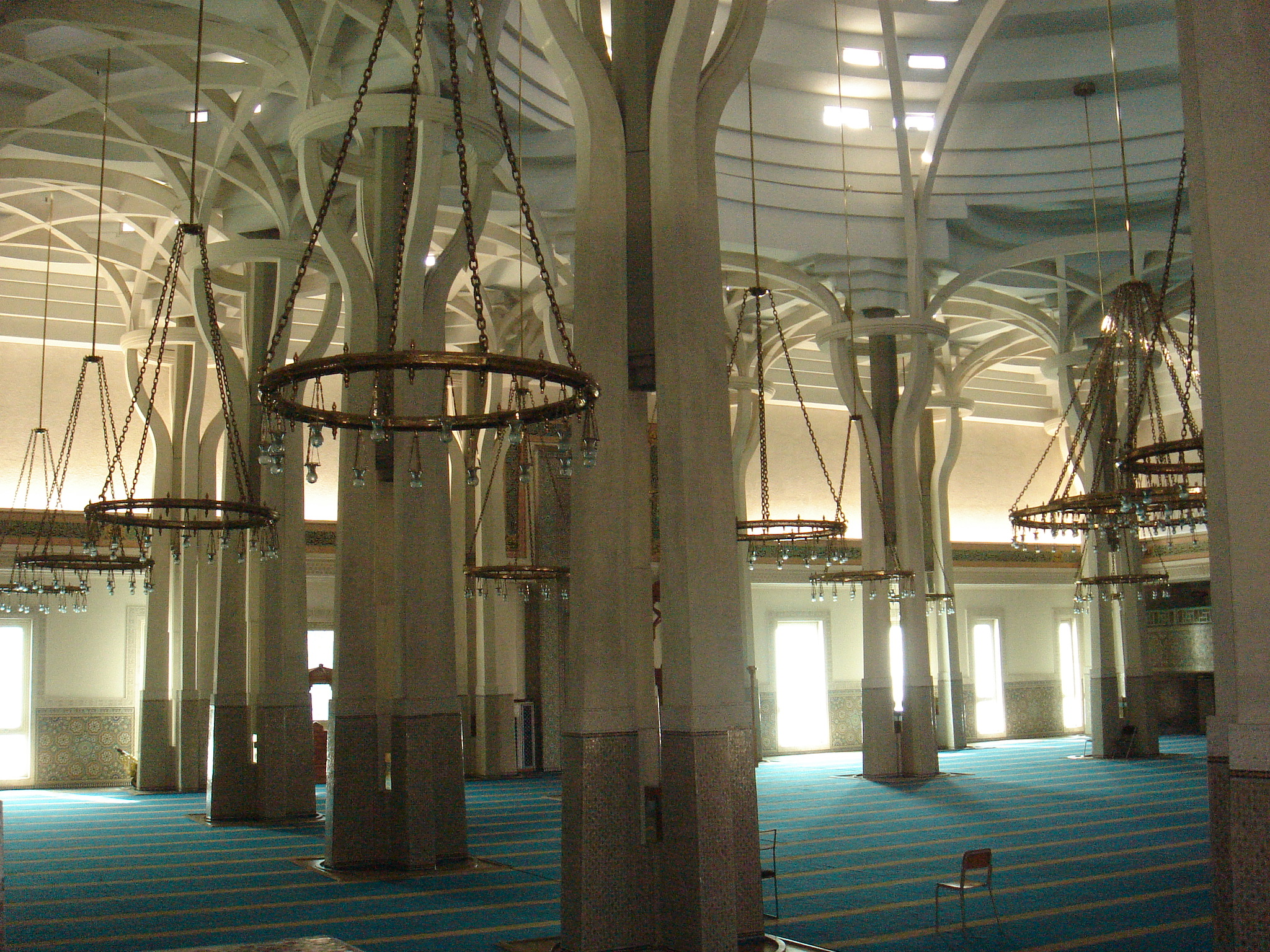
Innenansicht der Gebetshalle

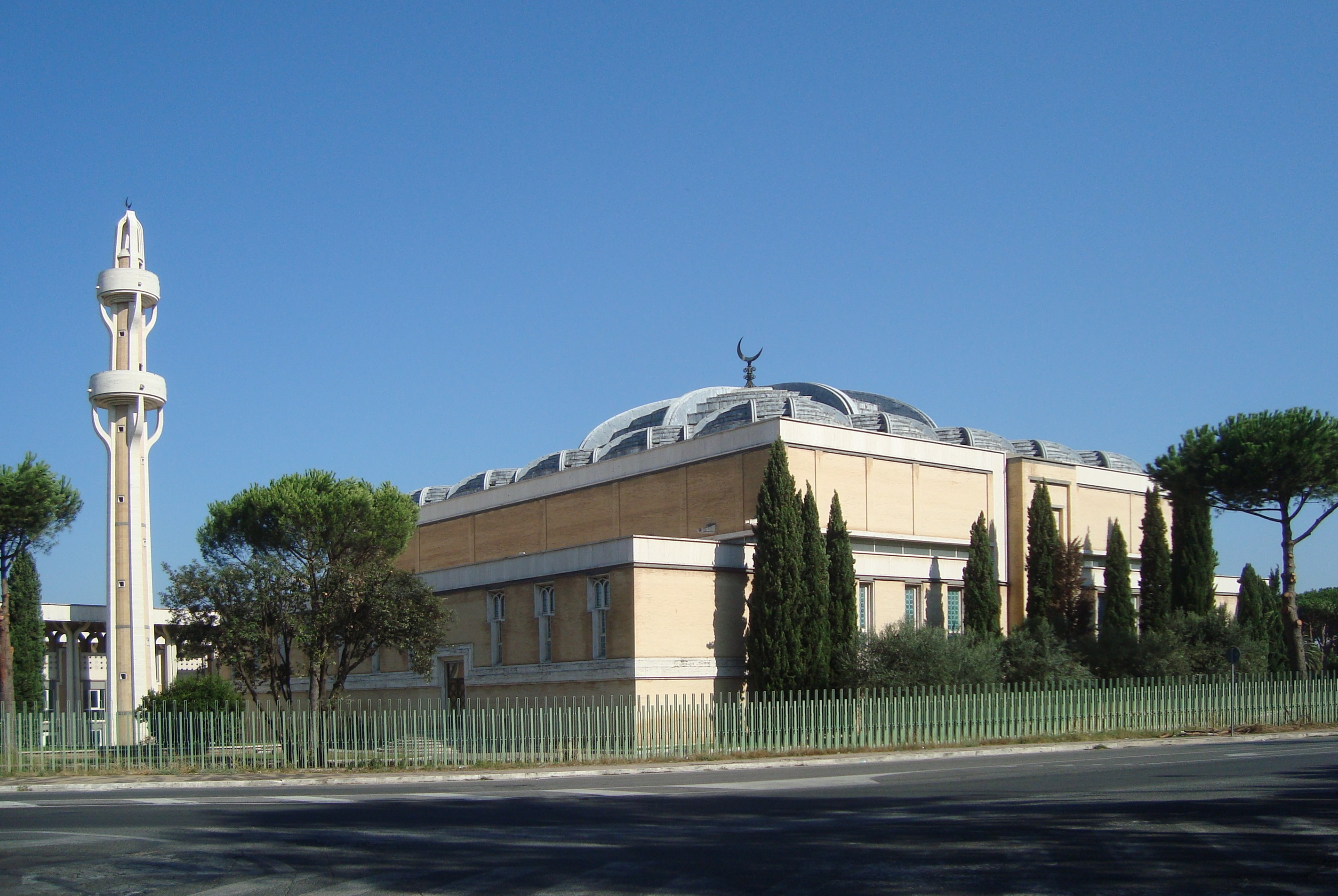
Ansicht von Osten

Die Moschee von Rom (italienisch Moschea di Roma) befindet sich im Norden der Stadt am Fuße des Monte Parioli, in der Gegend von Acqua Acetosa, und ist eine der größten Moscheen außerhalb der islamischen Länder. Die zentrale Gebetshalle kann etwa 2500 Gläubige aufnehmen.
Die Moschee ist Sitz des Centro Culturale Islamico d’Italia (Islamisches Kulturzentrum Italien) und damit nicht nur eine religiöse Begegnungsstätte, sondern bietet auch kulturelle und soziale Dienste für sunnitische wie schiitische Muslime an. Es werden Hochzeiten, Trauerfeiern, Exegesen und andere religiöse Veranstaltungen abgehalten.

## Bau
Die Moschee wurde gemeinsam von dem im Exil lebenden afghanischen Prinzen Muhammad Hasan aus dem Haus Baraksai und seiner Frau Razia Begum gestiftet. Finanziert wurde der Bau von Faisal ibn Abd al-Aziz, damaliger Kopf der saudischen Königsfamilie und damit Hüter der heiligen Stätten. Entworfen wurde die Moschee von Paolo Portoghesi, Vittorio Gigliotti und Sami Mousawi.
Die Bauzeit belief sich auf mehr als zehn Jahre: der Stadtrat von Rom stiftete das Land im Jahr 1974, der Grundstein wurde allerdings erst 1984 in Anwesenheit des italienischen Präsidenten Sandro Pertini gelegt. Die Einweihung erfolgte schließlich am 21. Juni 1995.
Die Moschee wurde mit einer bebauten Fläche von 13.800 m auf einem ungefähr dreieckigen Grundstück von etwa 30.000 m² errichtet. Die zentrale Gebetshalle misst 60 mal 40 Meter, ihre zentrale Kuppel mit einem Durchmesser von 21,6 Metern wird von 16 kleineren Kuppeln umgeben. Der Bau wird stilistisch der Postmoderne zugerechnet und greift Elemente der barocken Architektur Roms sowie der islamische Bautradition auf.

## Organisation
Der derzeitige Imam der Moschee ist der Ägypter Ala' al-Din Muhammad Isma'il al-Ghobashi. Abd Allah Ridwan leitet das Islamische Kulturzentrum. Frühere Imame waren:
- 1983–1993: Muhammad Nur al-Din Isma'il
- 1993–2006: Mahmud Hammad Shwayta
- seit 2007: Ala' al-Din Muhammad Isma'il al-Ghobashi